# Малхасян, Хачатур Сергеевич
Хачатур Сергеевич Малхасян (род. 22 января 1998 года, Грузия) — российский кикбоксер, 2-кратный серебряный призер Кубка мира по кикбоксингу, чемпион Кубка России, Мастер спорта России по кикбоксингу.

## Биография
В 2005 году семья Малхасян приехала из Армении в Ульяновск на постоянное место жительство. Первый тренер Буданов Роберт Альбертович, отзанимался 7 лет. Затем Хачатур Малхасян начал заниматься кикбоксингом 2011 году, под руководством Соколова Алексея Анатольевича.
С 2014 по 2016 год состоял в команде сборной России по кикбоксингу.
В 2017 году завершил любительскую карьеру и перешёл на тренерскую деятельность, основав школу единоборств премиум класса «MALKHASYAN TEAM» в городе Ульяновск.
В 2018 году стал одним из первых авторов нашумевшего 2019 году Всемирного челленджа с бутылкой #BottleCapChallenge
В 2021 году стал участником драки в одном из ресторанов Ульяновка

## Спортивные достижения
- Кубок России по кикбоксингу 2014 — ;
- Кубок Мира «World Cup Diamond / Kikboxing WAKO» 2014[8] — ;
- Чемпионат ПФО ПО кикбоксингу 2015 — ;
- Кубок Мира World Cup Diamond 2016 — ;[9]
- Мастер спорта России по кикбоксингу — ;